# Jateorhiza
Jateorhiza är ett släkte av tvåhjärtbladiga växter. Jateorhiza ingår i familjen Menispermaceae.
Kladogram enligt Catalogue of Life:
| Jateorhiza | \| \| Jateorhiza macrantha \| \| \| \| \| \| Jateorhiza palmata \| \| \| \| |
|            | \| \| Jateorhiza macrantha \| \| \| \| \| \| Jateorhiza palmata \| \| \| \| |
|            | Jateorhiza macrantha                                                        |
|            |                                                                             |
|            | Jateorhiza palmata                                                          |
|            |                                                                             |

## Bildgalleri

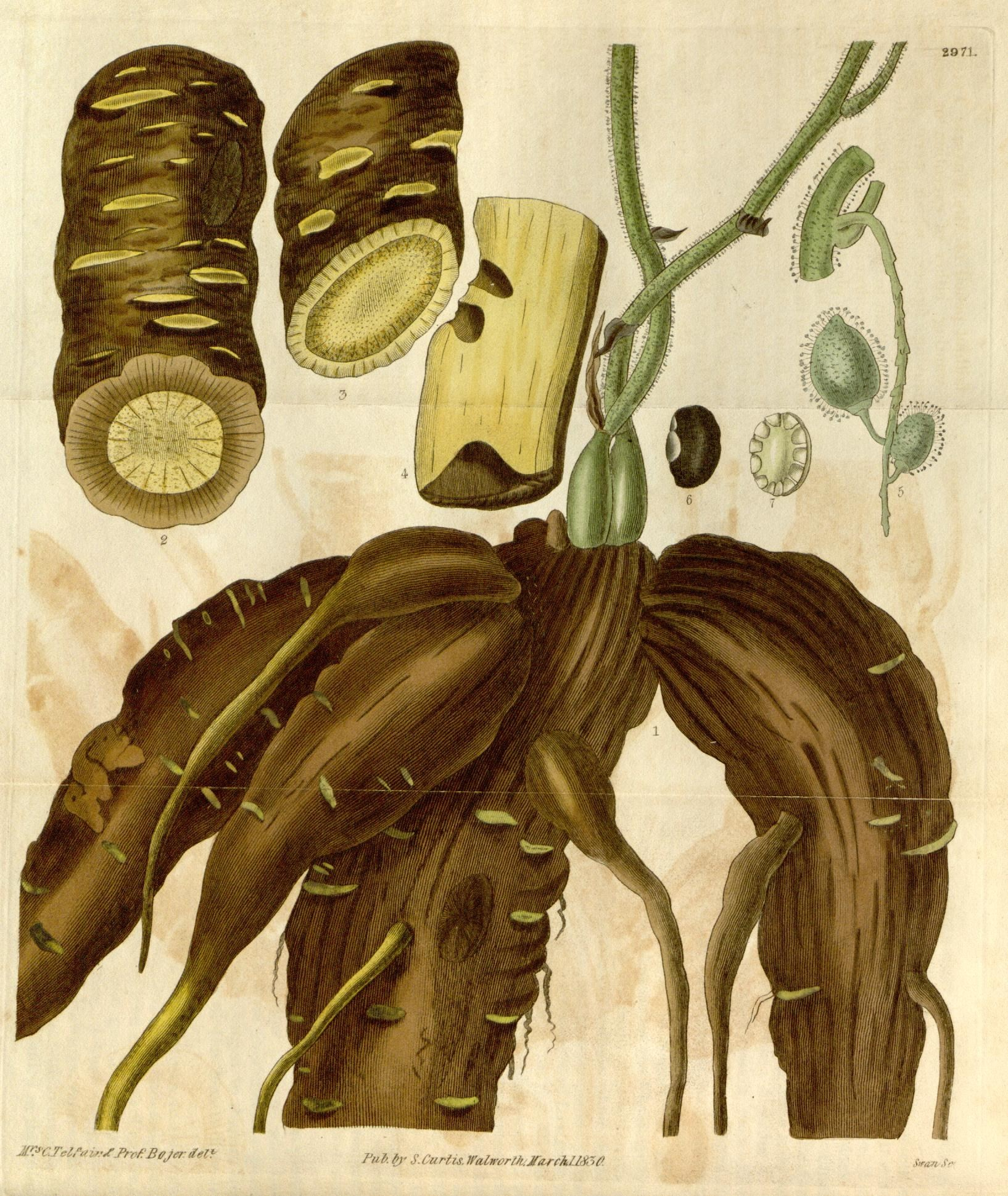
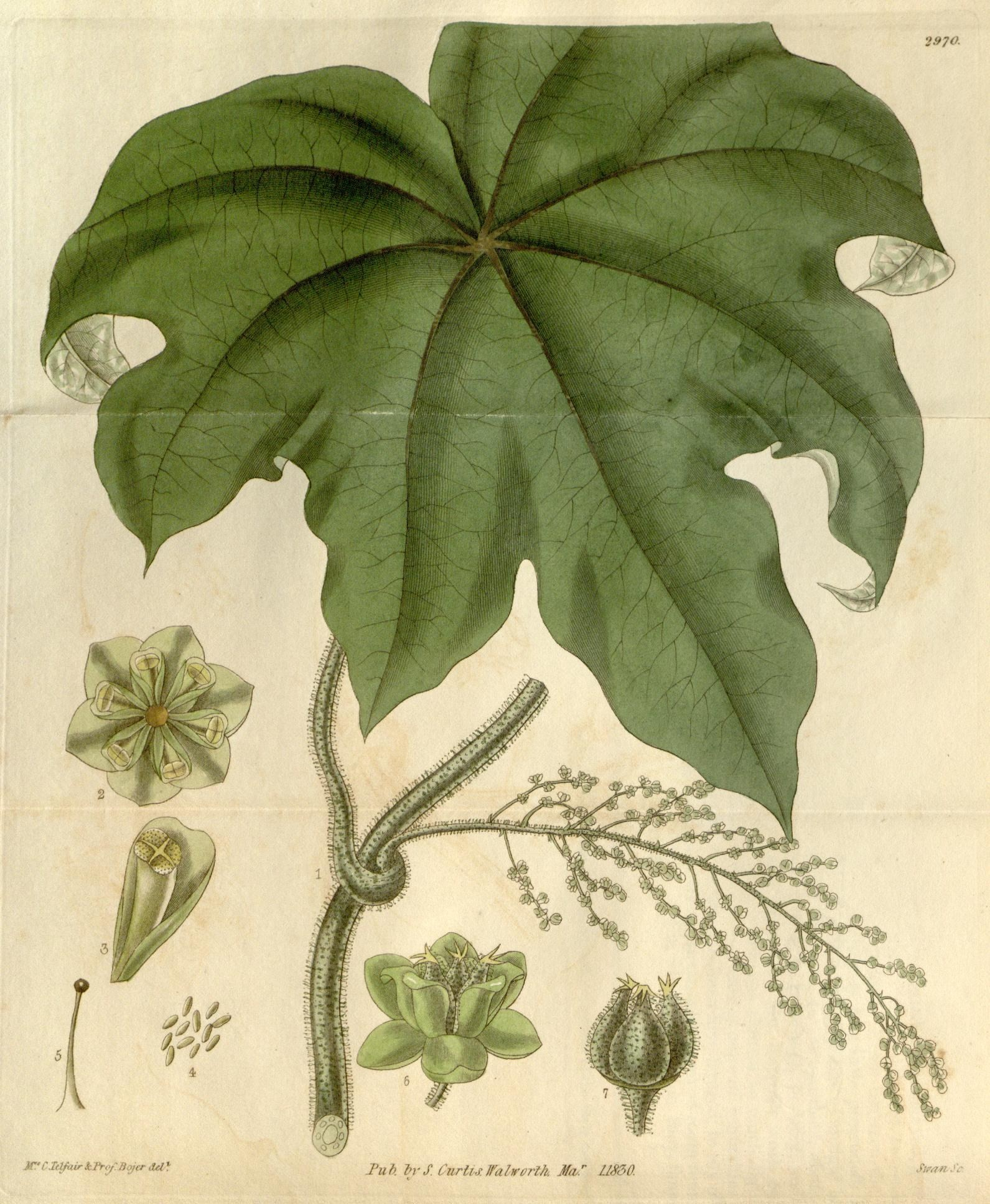
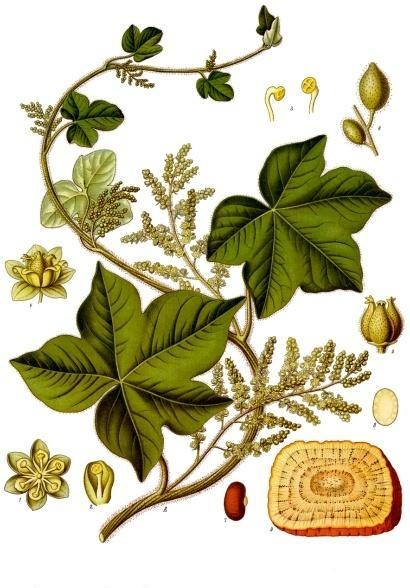